# Javichthys kailolae
Javichthys kailolae är en fiskart som beskrevs av Hardy 1985. Javichthys kailolae ingår i släktet Javichthys och familjen blåsfiskar. Inga underarter finns listade i Catalogue of Life.